# Radiación de teléfonos móviles y salud
Los efectos sobre la salud de la radiación emitida por los teléfonos móviles es objeto global de interés y estudio científico, debido al enorme aumento en el uso de terminales móviles y de la continua ampliación de la cobertura. En 2015 había en el mundo 7400 millones de terminales, aunque el número de usuarios es bastante menor, debido a que muchos de ellos tienen más de un teléfono.
Los teléfonos móviles usan radiación electromagnética en el rango de las microondas —450-3800MHz en la telefonía 4G y anteriores y 24-80GHz en la telefonía 5G—. Otros sistemas inalámbricos, tales como redes de telecomunicaciones, usan radiación electromagnética similar.
El resultado de los estudios realizados permite mantener el consenso acerca de su seguridad, siempre que se cumplan las normas relativas a la potencia de emisión de los terminales, y se respeten las distancias de seguridad tanto de los terminales durante su uso como de las antenas emisoras. 
La Organización Mundial de la Salud (OMS) considera que su uso es inocuo

Un gran número de estudios han sido realizados a lo largo de las últimas dos décadas para determinar si la telefonía móvil representa un riesgo potencial para la salud. Hasta la fecha, no se han detectado efectos adversos para la salud causados por el uso de teléfonos móviles.

En un comunicado de 2018, la FDA declaró que 

los límites de seguridad actuales se han establecido para incluir un margen de seguridad 50 veces mayor que los efectos observados debidos a la exposición a energía en el rango de la radiofrecuencia.

Sin embargo, a pesar de esta información, se promueven campañas contra la instalación de antenas de telefonía, argumentando que su presencia provoca un aumento local de malestares y enfermedades.

## Marco teórico
En 2009 había más de 4300 millones de usuarios de teléfono móvil en todo el mundo. Los teléfonos móviles usan radiación electromagnética en el rango de las microondas, lo cual según algunos sería perjudicial para la salud humana. Una gran cantidad de investigación existe, tanto epidemiológica como experimental, en animales no humanos y en humanos, que no demuestran efectos peligrosos. Otros como los dispositivos digitales inalámbricos, tales como las redes de transmisión de datos, producen radiación similar.
La Organización Mundial de la Salud, basada en el consenso de las comunidades científica y médica, ha declarado que el cáncer es poco probable que sea causado por los teléfonos celulares o sus estaciones base y que los exámenes no han encontrado pruebas convincentes de otros efectos en la salud humana. La OMS espera hacer recomendaciones acerca de los teléfonos móviles en 2010. Parte de las autoridades nacionales de asesoramiento en radiación han recomendado medidas para minimizar la exposición a sus ciudadanos como un enfoque de precaución.

## Efectos
Muchos estudios científicos han investigado los posibles efectos sanitarios de las radiaciones de telefonía móvil. Estos estudios son ocasionalmente revisados por algunos comités científicos para evaluar los riesgos globales. Una evaluación reciente se publicó en 2007 por el Comisión Europea SCENIHR

### Absorción de radiación
Una parte de la radiación emitida por la antena de un equipo de telefonía celular atraviesa los tejidos y su energía es absorbida por ellos. Las ondas de radio emitidas por un aparato portátil GSM pueden tener un pico de potencia de 2 vatios, y un teléfono análogo norteamericano tiene un poder de transmisión máximo de 3.6 vatios. Otras tecnologías móviles, como el CDMA2000 y el D-AMPS, usan menos potencia de transmisión, típicamente menos de 1 W. La potencia máxima de emisión desde un teléfono móvil está limitada según los estándares de los fabricantes y regulada por los organismos de control de cada país. En la mayor parte de los teléfonos y de las estaciones bases se verifican la calidad y la potencia de la señal recibida y se ajusta automáticamente la potencia de emisión, para adaptarla a diferentes condiciones, como por ejemplo, la transmisión en el interior o en el exterior de edificios o vehículos.
La velocidad a la cual la radiación es absorbida por el cuerpo humano se mide por la tasa de absorción específica (SAR por su acrónimo en inglés), y sus niveles máximos de teléfonos modernos han sido establecidos por los organismos de regulación gubernamental en muchos países. En los Estados Unidos, la Comisión Federal de Comunicaciones (Federal Communications Commission o FCC por sus siglas en inglés) ha impuesto un límite SAR de 1,6 W/kg, promediado sobre un volumen de 1 gramos de tejido, para la cabeza.En Europa, el límite es de 2 W / kg, en promedio de un volumen de 10 gramos de tejido corporal. Los valores SAR dependen en gran medida del tamaño del volumen promedio. Sin información sobre el volumen promedio de utilizado entre diferentes mediciones no se pueden hacer comparaciones. Así, las clasificaciones europeas de 10 gramos deben ser comparadas entre sí, y las calificaciones de América de 1 g solo debe ser comparadas entre sí.
Los datos específicos SAR para los teléfonos móviles, junto con otra información útil, se puede encontrar directamente en los sitios web de fabricantes, así como en los sitios web de terceros.

### Efectos térmicos
Un efecto bien conocido de la radiación de microondas es la calefacción dieléctrica, que calienta el material dieléctrico (como el  tejido vivo) por las rotaciones de las moléculas polares inducidas por el campo electromagnético. En el caso de una persona que utilice un teléfono celular, la mayor parte del efecto de calentamiento se producirá en la superficie de la cabeza, haciendo que su temperatura aumente en una fracción de grado. En este caso, el nivel de aumento de la temperatura es un orden de magnitud inferior a la obtenida durante la exposición de la cabeza a la luz solar directa. La circulación de la sangre en el cerebro es capaz de eliminar el exceso de calor mediante el aumento local de flujo de sangre. Sin embargo, la córnea del ojo no tiene este mecanismo de regulación de temperatura y la exposición de una duración de 2-3 horas "se ha divulgado que produce cataratas en los ojos de los conejos a valores SAR de 100-140W/kg, que produjo temperaturas lenticulares de 41 °C. No se detectó cataratas en los ojos de los monos expuestos en condiciones similares. Cataratas prematuras no se han relacionado con el uso del teléfono celular, posiblemente debido a la menor potencia de los teléfonos móviles.

### Efectos no térmicos

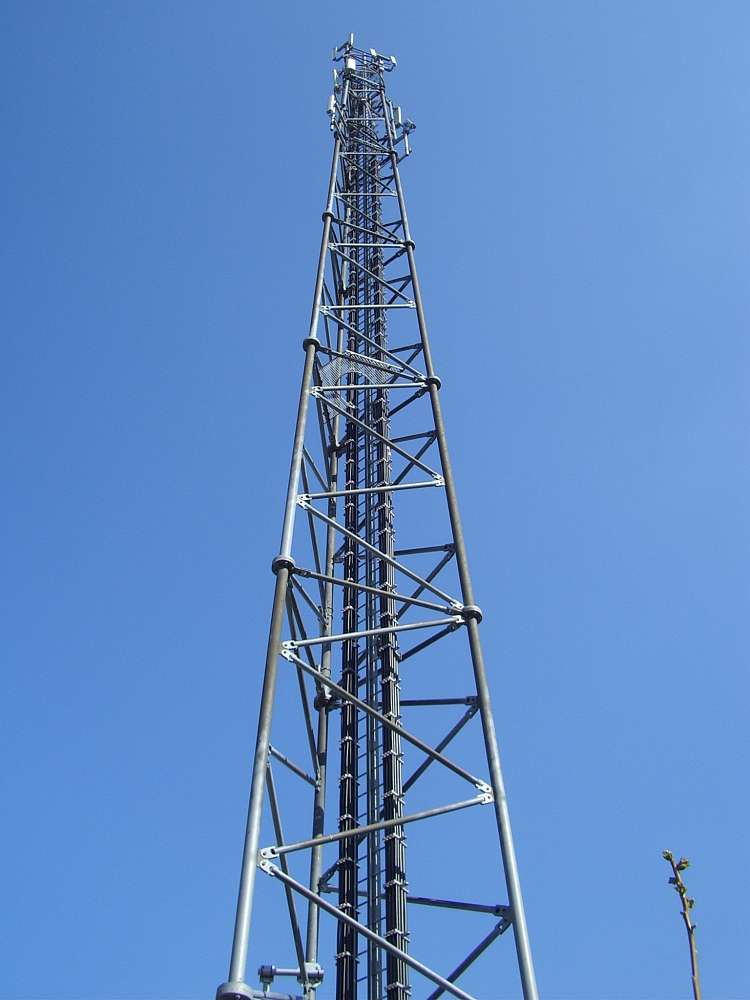
Torre del tipo Greenfield usado como estación base en telefonía celular

Los protocolos de comunicación utilizados por los teléfonos móviles suelen dar lugar a pulsos de baja frecuencia de la señal portadora. Si estas modulaciones tienen importancia biológica ha sido objeto de debate.
Algunos investigadores han argumentado que los llamados "efectos no térmicos" puede ser reinterpretado como una respuesta celular normal a un aumento de la temperatura. El biofísico alemán Roland Glaser, por ejemplo, ha argumentado que hay varias moléculas termoreceptoras en las células, y que activan una cascada de los sistemas de segundo mensajero y tercer mensajero, los mecanismos de expresión génica y la producción de proteína de choque térmico con el fin de defender a la célula frente al estrés metabólico celular causado por el calor. El aumento de la temperatura que causan estos cambios son muy pequeños para ser detectados por estudios como REFLEX, que basan su argumentación en la aparente estabilidad del equilibrio térmico en cultivos celulares.
Otros investigadores creen que las proteínas de estrés no están relacionadas con los efectos térmicos, puesto que se encuentran, tanto para las frecuencias extremadamente bajas (ELF) y de radiofrecuencias (RF), que tienen niveles de energía muy diferente.-

#### Efectos sobre la barrera hematoencefálica
Investigadores suecos de la Lund University (Salford, Brun, Perrson, Eberhardt, y Malmgren) estudiaron los efectos de la radiación de microondas en el cerebro de la rata. Ellos encontraron una fuga de albúmina en el cerebro a través de una barrera hematoencefálica permeable. Esto confirma el trabajo anterior acerca de la barrera hematoencefálica por Allan Frey, Oscar y Hawkins, y el otro de Albert y Kerns. Otros grupos no han logrado demostrar esto en células. o estudios animales.

#### Cáncer
En 1980, la Comisión de Servicio Público del Estado de Nueva York encargó al Dr. David Savitz que estudiase los efectos producidos por los campos electromagnéticos de los cables normales. Cinco años y medio millón de dólares más tarde, el Dr. Savitz concluyó que "al menos" un 20% de cánceres en niños de las zonas estudiadas, se debían a la exposición a los campos de 3 miligauss de los cables eléctricos. 
Su estudio demostró además que dichos campos no sólo favorecen el cáncer, sino que también inhiben la producción de importantes neurohormonas en el cerebro, transtornando el comportamiento y minando la capacidad de aprendizaje. En un radio de 15 metros alrededor de los cables eléctricos estándar en EE. UU., el campo magnético es de una potencia de 100 miligauss ―más de 30 veces la magnitud de los cables que el Dr. Savitz asoció con el cáncer infantil. La Comisión de Servicio Público ignoró los resultados del estudio; declararon "seguro" un campo magnético de hasta **100** miligauss y alegaron que el público ya había "aceptado" el riesgo para la salud.
En 2006 un gran estudio danés acerca de la conexión entre el uso de teléfonos celulares y la incidencia de cáncer fue publicado. Se siguieron a más de 420,000 ciudadanos daneses por 20 años y demostraron que no existía un aumento significativo de la incidencia de cáncer. La Oficina Federal Alemana de Protección contra la Radiación (BfS) considera este informe no concluyente.
Los siguientes estudios de exposición de largo tiempo se han publicado:
- El proyecto de naciones 13 INTERPHONE - el estudio más grande de su tipo jamás realizado - ya se ha publicado y no encontró un vínculo sólido entre los teléfonos móviles y tumores cerebrales.

El International Journal of Epidemiology publicó
 un análisis combinado de datos de un estudio nacional de múltiples casos y controles basado en poblaciones de glioma y meningioma, el tipo más común de tumor cerebral.
Los autores informaron a siguiente conclusión:

En general, ningún aumento en el riesgo de glioma o meningioma se observó con el uso de teléfonos móviles. Hubo sugerencias de un mayor riesgo de glioma en los niveles más altos de exposición, pero los prejuicios y los errores previeron una interpretación causal. Los posibles efectos de un uso intensivo a largo plazo de teléfonos móviles requieren una mayor investigación.

En la entrega del informe, el Dr Christopher Wild, Director de la Agencia Internacional para la Investigación del Cáncer (IARC) afirmó:

Un riesgo mayor de cáncer de cerebro no es establecido a partir de los datos de Interphone. Sin embargo, las observaciones al más alto nivel de duración de la llamada acumulativos y los cambiantes patrones de uso del teléfono móvil desde el período estudiado por Interphone, especialmente entre los jóvenes, significan que investigación adicional del uso del teléfono móvil y el riesgo de cáncer de cerebro se requiere.

Un número de autoridades de la salud independientes y del gobierno han comentado sobre este importante estudio incluyendo el Centro Australiano para la Investigación de efectos biológicos radiofrecuencia (ACRBR), que dijo en una declaración que:

Hasta ahora existe la preocupación de que los teléfonos móviles estaban causando aumento en los tumores cerebrales. Interphone es grande y lo suficientemente rigurosos como para hacer frente a esta demanda, y no ha aportado ninguna prueba científica convincente de una asociación entre el uso de teléfonos móviles y el desarrollo del glioma o meningioma. Si bien el estudio demuestra cierta evidencia débil de una asociación con la más alta décima parte acumulada de tiempo de llamada (pero sólo en aquellos que comenzaron el uso de teléfonos móviles más
recientemente), los autores concluyen que los sesgos y errores de límitan la fuerza de las conclusiones de este grupo. Ahora parece claro que si hubo un efecto del uso de teléfonos móviles sobre los riesgos de tumores cerebrales en adultos, es probable que sea demasiado pequeño como para ser detectable incluso por un gran estudio multinacional de la talla de Interphone.

La Agencia australiana de protección radiológica y Seguridad Nuclear (ARPANSA), dijo en un comunicado que:

Sobre la base de la comprensión actual de la relación entre el cáncer de cerebro y el uso de teléfonos móviles, incluidos los datos recientemente publicados del estudio INTERPHONE, ARPANSA

 Concluye que los datos actualmente disponibles no justifican ninguna recomendación general para limitar el uso de teléfonos móviles en la población adulta, Continúa informandoa los interesados acerca de los efectos potenciales para la salud que pueden limitar su exposición al reducir el tiempo de llamada, por la realización de llamadas donde la recepción es buena, la utilización de dispositivos de manos libres u opciones de altavoces, o por mensajes de texto, y Recomienda que, debido a la falta de datos relativos a los niños y el uso a largo plazo de los teléfonos móviles, los padres alienten a sus hijos a limitar su exposición reduciendo el tiempo de llamada, la realización de llamadas donde la recepción es buena, utilizando dispositivos de manos libres u opciones de altavoces, o por mensajes de texto.

El Cancer Council Australia dijo en un comunicado que acogió con cautela los resultados del mayor estudio internacional hasta la fecha en el uso de teléfonos móviles, que ha no encontrado ninguna evidencia de que el uso normal de los teléfonos móviles, por un período de 12 años, pueden causar cáncer cerebral.
El Consejero Delegado, el profesor Ian Olver, dijo que los resultados del estudio Interphone, realizado en 13 países, incluidos Australia, fueron consistentes con otras investigaciones que no habían encontrado un vínculo entre los teléfonos móviles y el cáncer.

Esto apoya estudios previos que muestran los teléfonos móviles no dañan el ADN celular, lo que significa que no pueden hacer que el tipo de mutaciones genéticas que se desarrollan en cáncer,” Profesor Ian Olver.

Sin embargo, se ha sugerido que los campos electromagnéticos asociados con los teléfonos móviles pueden desempeñar un papel en la aceleración del desarrollo de un cáncer existente. El estudio Interphone no encontró ninguna evidencia para apoyar esta teoría.

- Un estudio danés (2004) que tuvo lugar más de 10 años no encontró ninguna evidencia para apoyar un enlace. Sin embargo, este estudio ha sido criticado porque se obtuvieron datos de suscripciones y no necesariamente de los usuarios reales. Se sabe que algunos abonados no usan los teléfonos sí mismos, sino os proporcionan a familiares que los usan. Que esto suceda es apoyada por la observación de que solo el 61% de una pequeña muestra de los suscriptores reportaron el uso de teléfonos móviles al responder a un cuestionario.[23][29]

- Un estudio sueco (2005) que apunta a la conclusión de que "los datos no apoyan la hipótesis de que el uso del teléfono móvil está relacionada con un mayor riesgo de glioma o meningioma."[30]

- Un estudio británico (2005) que llega a la conclusión de que "El estudio sugiere que no existe riesgo importante de neuroma acústico en la primera década después de comenzar el uso del teléfono móvil. Sin embargo, un aumento en el riesgo después de su uso a más largo plazo o después de un período de latencia más largo que no se puede descartar ".[31]

- Un estudio alemán (2006) que reza: "En conclusión, no hay mayor riesgo general de glioma o meningioma observado entre los usuarios de teléfonos celulares, sin embargo, los usuarios de telefonía celular a largo plazo, los resultados deben ser verificados antes de que conclusiones firmes puedan ser extraídas."[32]

- Un estudio conjunto realizado en el norte de Europa llega a la conclusión de que "Aunque nuestros resultados en general no indican un mayor riesgo de glioma en relación con el uso del teléfono móvil, el posible riesgo en la zona más fuertemente expuesta del cerebro con el uso a largo plazo debe estudiarse más a fondo antes de establecer conclusiones firmes."[33]

- La Agencia Internacional para la Investigación del Cáncer (IARC), dependiente de la OMS clasificó el uso de teléfonos móviles como posible carcinogéno al mismo nivel que el café. El grupo de trabajo OMS-IARC se refirió a que un estudio, con datos hasta 2004, detectó un incremento del 40% en el riesgo de gliomas, un tipo de cáncer cerebral, entre los usuarios más frecuentes de móvil, es decir, los que los empleaban de media treinta minutos al día en un período de diez años.[34][35][36] Este estudio ha sido contestado por diferentes especialistas y está en contradicción con la postura actual de la OMS señalada en este mismo artículo.

Otros estudios sobre el cáncer y los teléfonos móviles son :
- Un equipo de científicos suecos en el Instituto Karolinska llevó a cabo un estudio epidemiológico (2004) que sugiere que el uso regular de un teléfono móvil más de una década se asociaba con un mayor riesgo de neuroma acústico, un tipo de tumor benigno de cerebro. El aumento no se observó en aquellos que habían usado teléfonos durante menos de 10 años.[37]

- El grupo de estudio INTERPHONE de Japón publicó los resultados de un estudio del riesgo de tumores cerebrales y el uso de teléfonos móviles. Usaron un nuevo enfoque: la determinación de la RAE en el interior de un tumor mediante el cálculo de la frecuencia de radio de absorción de campo en la exacta localización del tumor. Los casos examinados incluyeron glioma, meninigioma, y el Adenoma hipofisiario. Se informó que el O general no se incrementó y que no había una tendencia significativa hacia un aumento de O, en relación con la exposición, medida por la RAE.[38]

En 2007, Dr. Lennart Hardell, de la Örebro University en Suecia, revisó trabajos publicados (2 estudios de cohorte y 16 estudios de caso-control) encontrando que:
- Los usuarios de teléfonos celulares tenían un mayor riesgo de los gliomas malignos.
- Vínculo entre uso de teléfonos celulares y una mayor tasa de neuromas acústicos.
- Los tumores tienen más probabilidades de producirse en el lado de la cabeza que el teléfono celular se utiliza.
- Una hora de uso de teléfonos celulares por día aumenta significativamente el riesgo del tumor después de diez años o más.

En febrero de 2008 una actualización de la situación de la IARC INTERPHONE en la cual se indica que los resultados a largo plazo

"... bien podría ser causal o artefactos, en relación a remitir diferencia entre casos y controles.'

- Una revisión publicada por sí mismo y no revisada de un meta-estudio del Dr. Vini Khurana, un neurocirujano australiano, presentó lo que calificó de "creciente cuerpo de evidencia... de un vínculo entre el uso del teléfono móvil y ciertos tumores de cerebro" y que "se prevé que este peligro tenga ramificaciones mucho más amplias de salud pública que el asbesto y el tabaquismo".[41] Esto fue criticado por ser "…un análisis des balanceado de literatura, el cual fue selectivo en apoyar las afirmaciones del propio autor".[42]

Una publicación titulada "implicaciones para la salud pública de las tecnologías inalámbricas", cita que Lennart Hardell encontró que la edad es un factor importante. El informe repite la afirmación de que el uso de teléfonos celulares antes de los 20 aumenta el riesgo de tumores cerebrales en un 5,2, frente a 1,4 para todas las edades. Un estudio de Hardell et al. concluyó que los teléfonos móviles actuales no son seguros para la exposición a largo plazo.
En un estudio del tiempo las tendencias en Europa, realizado por el Instituto de Epidemiología del Cáncer en Copenhague, no se encontró aumento significativo en los tumores cerebrales entre los usuarios de telefonía celular, entre los años 1998 y 2003. "La falta de un cambio de tendencia en la incidencia de 1998 a 2003 sugiere que la inducción sobre período de uso del teléfono celular de los tumores del cerebro excede de 5-10 años, el mayor riesgo en esta población es demasiado pequeño como para ser observado, el aumento del riesgo se limita a los subgrupos de tumores cerebrales o de los usuarios de telefonía móvil, o no hay mayor riesgo."

#### Efectos cognitivos
Un estudio de 2009 examinó los efectos de la exposición a la radiación de radiofrecuencia (RFR) emitidos por los teléfonos GSM estándar de células en las funciones cognitivas de los seres humanos. El estudio confirmó tiempo de respuesta más largo (más lento) en una tarea de memoria de trabajo espacial cuando están expuestos a la RFR de un teléfono móvil GSM estándar colocado junto a la cabeza de los sujetos masculinos, los sujetos diestros expuestos a la RFR en el lado izquierdo de su cabeza, en promedio había mucho más tiempo los tiempos de respuesta en comparación con la exposición a la derecha y la exposición simulada.

#### Hipersensitividad electromagnética
Algunos usuarios de teléfonos móviles han informado sentir varios síntomas inespecíficos durante y después de su uso, que van desde la sensación de quemazón dérmica y sensación de hormigueo en la piel de la cabeza y las extremidades, fatiga, trastornos del sueño, mareos, pérdida de la concentración mental, tiempo de reacción y memoria retentiva, cefaleas, malestar, taquicardia (palpitaciones cardíacas), desequilibrios en el sistema digestivo. Los informes han señalado que todos estos síntomas también pueden ser atribuidos a estrés y que la investigación actual no se puede separar los síntomas a partir de Efectos nocebo.

#### Efectos genotóxicos
Un gran metaestudio a principios de 2009-de 101 publicaciones científicas sobre la genotoxicidad de los campos de RF electromagnética muestra que 49 informan de un efecto genotóxico y 42 no lo hacen.
La investigación publicada en 2004 por un equipo de la Universidad Nacional y Kapodistríaca de Atenas había una reducción de la capacidad reproductiva en moscas de la fruta expuestas a 6 minutos de 900 MHz de radiación pulsada durante cinco días. Las investigaciones posteriores, una vez más realizadas en moscas de la fruta, se publicaron en 2007, con el patrón de la misma exposición, pero llevado a cabo tanto en 900 MHz y 1800 MHz, y tuvieron cambios similares en la capacidad reproductiva, sin diferencias significativas entre las dos frecuencias.
Después de las pruebas adicionales publicados en un tercer artículo, los autores declararon que pensaban que su investigación sugieronque los cambios eran "... debido a la degeneración de un gran número de cámaras de huevos después de la fragmentación del ADN de sus células constitutivas...".
Una investigación australiana realizada en 2009, que sometió a muestras de espermatozoides humanos in vitro a la radiación de radiofrecuencia de 1,8 GHz y índice de absorción específico s (RAE) de 0,4 a 27,5 W / kg, demostró una correlación entre el aumentode la RAE y disminución de movilidad y vitalidad en el esperma, aumento de la estrés oxidativo y marcadores 8-Oxo-2'-desoxiguanosina, estimulando el aducto base ADN, la formación y el aumento de la fragmentación del ADN.

#### Efectos sobre sueño y alteraciones electroencefalográficas
Sueño, EEG y el rCBF del despertar han sido relacionados con exposición a RF por una década ahora, y la mayor parte de los trabajos publicados ha encontrado crecientes grados de compromiso. Si bien un estudio finlandés no logró encontrar ningún efecto sobre el sueño o la función cognitiva de la exposición a RF por impulsos, la mayor parte de ellos encuentra alteraciones significativas de sueño. Dos de estos trabajos encontraron el efecto que solo estuvo presente cuando la exposición fue pulsada (amplitud modulada), y un trabajo temprano en realidad encontró que la calidad del sueño (medido por la cantidad de participantes con problemas de sueño)  ha sido actualmente mejorado.
Mientras que algunos trabajos no fueron concluyentes o inconsistentes, un número de estudios ahora ha demostrado alteraciones reversibles de EEG y rCBF a exposición pulsátil de radiofrecuencia (RF). Una investigación alemana de 2006 encontró cambios estadísticamente significativos en EEG pero solo en una baja proporción de participantes (12 - 30%).

## Efectos sobre la salud de las estaciones base
Otra área de preocupación es la radiación emitida por la infraestructura fija utilizada en la telefonía móvil, tales como las bases y sus antenas, que sirven de enlace desde y hacia teléfonos móviles. Esto es porque, a diferencia de los teléfonos móviles, se emite de forma continua y es más potente hacia los barrios cercanos. Por otra parte, las intensidades de campo caen rápidamente alejándose de la base de la antena debido a la atenuación de la distancia. Las emisiones de las estaciones base deben cumplir con los lineamientos de seguridad (ver Las normas de seguridad y concesión de licencias más adelante). Sin embargo, algunos países (como Sudáfrica) no disponen de una reglamentación sanitaria a todos los que regulan la colocación de estaciones base.
Varias encuestas han encontrado incrementos de los síntomas en función de la proximidad a fuentes electromagnéticas como estaciones bases de telefonía móvil.
Un estudio realizado en 2002 por medio de encuestas de Santini y colaboradores en Francia encontró una variedad de síntomas auto-reportados en personas que informaron de que estaban viviendo dentro de un radio de 300 m de las torres celulares GSM en áreas rurales, o a menos de 100 m de las torres en áreas urbanas. Fatiga, dolor de cabeza, alteración del sueño y pérdida de memoria figuraban entre los síntomas comunicados.
Resultados similaares se obtuvieron para torres GSM en España, Egipto, Polonia y Austria. No han sido reportados estudios importantes en los cuales ocurran efectos de salud en poblaciones reales que viven cerca de estaciones base móviles. Sin embargo, existen importantes desafíos en la realización de estudios de las poblaciones cercanas a las estaciones de base, especialmente en la evaluación de la exposición individual. Los estudios de autoinforme también pueden ser vulnerables al efecto nocebo.
Un estudio conducido en la Universidad de Essex y otro en Suiza concluyeron que con poca probabilidad los mástiles de telefonía celular no producen efectos a corto plazo a pesar de presentar síntomas El estudio de Essex ha sido criticado por estar sesgado debido a la deserción de los sujetos de prueba, a pesar de estas críticas fueron contestadas por los autores.
A medida que la tecnología progresa y las demandas de datos han aumentado en la red móvil, pueblos y ciudades han visto que el número de torres ha aumentado considerablemente, incluyendo torres 3G, que trabajan con mayor ancho de banda.
Muchas mediciones y experimentos han demostrado que los niveles de potencia de transmisión son relativamente bajos - en antenas modernas 2G, en el rango de 20 a 100 W, con las torres 3G causando menos radiación que la red 2G ya presente. Una salida de radiación de energía promedio de 3 W se utiliza. El uso de 'geometría micro-celular' (un gran número de transmisores en una zona, pero con cada transmisor de los corredores de muy baja potencia) dentro de las ciudades ha disminuido la cantidad de potencia radiada aún más.[cita requerida]
La exposición de radiación de estas antenas, mientras que su nivel es generalmente bajo, es continua.[cita requerida].
Expertos consultados por Francia considera que es obligatorio que el eje principal de la antena no esté directamente en frente de un lugar habitado a una distancia menor de 100 metros.
Expertos consultados por Francia considera que es obligatorio que el eje principal de la antena, no esté directamente en frente de un lugar habitado a una distancia menor de 100 metros. Esta recomendación fue modificada en 2003 para afirmar que las antenas situadas en un radio de 100 metros de las escuelas primarias o centros de cuidado infantil deben estar mejor integradas en el paisaje urbano y no se incluyeron en un informe de expertos de 2005.

## Riesgos en salud ocupacional
Trabajadores en telecomunicaciones que pasan tiempo a corta distancia de equipos activos, con el propósito de probarlos, mantenerlos, instalarlos, etcétera, pueden tener un riesgo aumentado debido a la mucha mayor exposición que la población en general. Muchas veces, las estaciones base no son apagadas durante el mantenimiento, pero el poder enviado a través de las antenas es cortado, así los trabajadores no deben trabajar en antenas funcionantes.
Una variedad de estudios en los últimos 50 años se han realizado sobre los trabajadores expuestos a altos niveles de radiación RF; los estudios incluyen trabajadores con radar, trabajadores de laboratorio, trabajadores de radar militar, trabajadores eléctricos, y los operadores de radio aficionados. La mayoría de estos estudios no encontraron ningún aumento en las tasas de cáncer sobre la población en general o un grupo control. Muchos resultados positivos podrían haber sido atribuidos a otras condiciones de ambiente de trabajo, y muchos resultados negativos de tasas reducidas de cáncer también ocurrieron

## Riesgos en seguridad y licencias
Con el fin de proteger a la población que vive alrededor de las estaciones base y los usuarios de teléfonos móviles, los gobiernos y los organismos reguladores adopten normas de seguridad, que se traducen en límites sobre los niveles de exposición por debajo de cierto valor. Hay muchas propuestas de normas nacionales e internacionales, pero la de la Comisión Internacional de Radiación No Ionizante (ICNIRP) es la más respetada, y se ha adoptado hasta ahora por más de 80 países.
Para las estaciones de radio, la ICNIRP propone dos niveles de seguridad:
- uno para la exposición ocupacional,
- otra para la población general.

Actualmente se está trabajando para armonizar las diferentes normas existentes.
Procedimientos de concesión de licencias de base de Radio se han establecido en la mayoría de los espacios urbanos regulados ya sea a nivel municipal, de condado, estatales, provinciales o nacionales. Los proveedores de servicios móviles de teléfono en muchas regiones, deben obtener licencias de construcción, proporcionar la certificación de los niveles de emisión de la antena y asegurar el cumplimiento de las normas ICNIRP y / o en la legislación medioambiental.
Muchos organismos gubernamentales también requieren que las empresas de telecomunicaciones que compiten traten de llegar a un reparto de las torres a fin de disminuir el impacto ambiental y cosmético. Este problema es un factor influyente de rechazo de la instalación de nuevas antenas y torres en las comunidades.
Las normas de seguridad en los Estados Unidos son establecidos por el Comisión Federal de Comunicaciones (FCC). La FCC ha basado sus normas sobre todo en los estándares establecidos por el Instituto de Ingenieros Eléctricos y Electrónicos (IEEE), específicamente el subcomité 4 del Comité "Internacional sobre Seguridad Electromagnética".
Suiza ha fijado límites más bajos de seguridad que los límites ICNIRP para determinados temas "sensibles" (aulas, por ejemplo).

## Aspectos judiciales
En Estados Unidos, un pequeño número de demandas por daños corporales han sido presentadas por personas contra los fabricantes de teléfonos celulares, tales como Motorola., NEC, Siemens y Nokia, sobre la base de que causan cáncer cerebral y muerte. En la corte federal de los EE. UU., el testimonio de expertos relacionados con la ciencia debe ser evaluado primero por un juez, en una audiencia Daubert, para ser relevante y válida antes de que sea admisible como prueba. En un caso en contra de Motorola, los demandantes alegaron que el uso de teléfonos inalámbricos de mano puede causar cáncer de cerebro, y que el uso de los teléfonos Motorola causó cáncer a un demandante. El juez falló que la evidencia científica no era suficientemente fiables y pertinentes en apoyo de cualquiera de las causas generales o específicas fue ofrecida por la parte actora, aceptó una propuesta para excluir el testimonio de expertos de la parte actora, y negó una moción para excluir el testimonio de los expertos presentados por los acusadores

### Suprema Corte de Francia contra Telecom
En febrero de 2009 la compañía telecom Bouygues Telecom recibió la orden que derribara un mástil del teléfono móvil debido a la incertidumbre sobre su efecto en la salud. Los residentes en la comuna Charbonnières en el departamento del Rhône habían demandado a la empresa por los efectos adversos para la salud de la radiación emitida por la antena de 19 metros de altura. La sentencia marcó un hito en el Tribunal de Apelación de Versalles invirtiendo la carga de la prueba que es habitual en estos casos, haciendo hincapié en la divergencia extrema entre los diferentes países en la evaluación de los límites de seguridad para la radiación tales. El tribunal declaró que, "Teniendo en cuenta que, si bien la realidad del riesgo sigue siendo hipotética, se hace evidente de la lectura de las contribuciones y publicaciones científicas producidas en el debate y las posiciones divergentes legislativas adoptadas en diversos países, que la incertidumbre sobre la inocuidad de la exposición a los ondas emitidas por las antenas de retransmisión persiste y se puede considerar seria y razonable ".

## Precauciones

### Principio precautorio
En 2000, la Organización Mundial de la Salud (OMS) recomendó que el Principio de Precaución podría ser adoptado de forma voluntaria en este caso. De ello se desprende de las recomendaciones de la Comunidad Europea para riesgos ambientales. Según la OMS, el "principio de precaución", "una política de gestión de riesgos aplicado en circunstancias con un alto grado de incertidumbre científica, lo que refleja la necesidad de emprender acciones para un riesgo potencialmente grave sin esperar los resultados de la investigación científica." Otros enfoques recomendados son menos estrictos principio de evitación prudente y lo más bajo razonablemente posible. Aunque todas estas son problemáticas en su aplicación, debido al uso generalizado y la importancia económica de los sistemas de telecomunicaciones inalámbricas en la civilización moderna, hay un creciente popularidad de estas medidas en el público en general, aunque también evidencia de que tales pueden aumentar la preocupación.

### Medidas de precaución y asesorías en salud
Algunas autoridades nacionales de asesoramiento acerca de radiación incluidas las de Austria, Francia, Alemania, y Suecia han recomendado medidas para minimizar la exposición a sus ciudadanos. Entre las recomendaciones están:
- El uso de manos libres para disminuir la radiación en la cabeza.
- Mantener el teléfono celular alejado del cuerpo.
- No usar el teléfono en un automóvil sin una antena externa.
- Es mejor escribir mensajes, SMS, que llamar.
- Se puede elegir un móvil con menos radiaciones.
- Tratar de evitar la utilización del móvil si la recepción es débil. Tratar de encontrar un lugar donde el teléfono capte mejor la señal (cerca de una ventana o fuera).
- Los padres tienen que ser prudentes con la utilización del móvil, ya que los niños son todavía más sensibles que los adultos. Lo mejor es no comprar un móvil a un niño que está creciendo.
- Para las mujeres embarazadas, cuando telefonean con un kit auriculares con micrófono, se aconseja que se alejen el teléfono del vientre.

El uso de "manos libres" no fue recomendado por la Asociación de Consumidores Británica en un comunicado en noviembre de 2000, ya que se cree que la exposición se incrementó. Sin embargo, mediciones para el Departamento (entonces) de Comercio e Industria del Reino Unido y otros para la agencia francesa l’Agence française de sécurité sanitaire environnementale et du travail mostraron reducciones substanciales. En 2005, el Profesor Lawrie Challis y otros dijeron que un recorte de núcleo de ferrita en kits de manos libres detiene las ondas de radio viajan hasta el alambre y hacia la cabeza.
Varias naciones han aconsejado el uso moderado de los teléfonos móviles para los niños.

## Protestas vecinales
En algunos países como Paraguay existe una notable preocupación popular al respecto de la ubicación de las antenas de telefonía móvil (conocidas en la jerga del sector como estaciones base o BTS de sus siglas en inglés). A pesar de que se han realizado múltiples estudios al respecto que descartan efectos adversos en la salud de las personas, incluso respaldados por la Comisión Europea, la Organización Mundial de la Salud, la Asociación Española contra el Cáncer, el Ministerio de Sanidad y Consumo, el Centro Superior de Investigaciones Científicas o la Organización de Consumidores y Usuarios,. Se ha afirmado que se habían registrado casos de enfermedades poco comunes en la proximidad de estas instalaciones, notablemente en un colegio de Valladolid (en este caso, sin embargo, resultó que la mayoría de los casos de enfermedad se iniciaron antes de que dichas instalaciones entraran en servicio) por lo que algunas organizaciones de vecinos y consumidores continúan realizando manifestaciones en contra de su instalación. Igualmente, otros estudios (como el realizado por TNO a petición de tres ministerios holandeses en 2003) contradicen la supuesta inocuidad de estas instalaciones y señalan como posibles efectos secundarios náuseas y jaquecas, aunque luego esta investigación se haya rebatido desde la Universidad de Zúrich.
En medio de la polémica, los ayuntamientos españoles, encargados de autorizar las nuevas instalaciones, en muchos casos imponen restricciones administrativas que plantean problemas al despliegue de nuevas antenas, posiblemente influidos por la postura popular al respecto y en contra de las recomendaciones de los ingenieros y de los intereses del sector. Por ejemplo, en agosto de 2007, los habitantes del pueblo granadino de Los Villares (Ayto. de La Peza) llegaron a plantear un referéndum contra la instalación de una antena en su casco urbano, en el que se rechazó la instalación. La oposición popular y las trabas administrativas son de tal envergadura que la Comisión Europea solicitó en 2007 mayor "coordinación entre las administraciones locales y regionales" al respecto de la normativa exigida a estos equipos por ser un asunto de "máxima urgencia".